# Watanabe Entertainment
Watanabe Entertainment Co., Ltd. (株式会社ワタナベ エンターテインメント, Kabushiki-gaisha Watanabe Entaateinmento) est un important conglomérat japonais du divertissement, filiale de Watanabe Productions (渡辺プロダクション, Watanabe Purodakushon). Son siège social est à Shibuya, Tokyo. Les fonctions principe de la société comprennent l'organisation télévision et programmation de radio, la gestion des artistes japonais, l'hébergement d'artistes étrangers en visite au Japon et la planification et la production de formats commerciaux et publicitaires.
La société est appelée de manière informelle Watanabe Entertainment (ワタナベエンターテインメント), Watanabe Enta (ワタナベエンタ), ou simplement WE.
Le président actuel[Quand ?] de la société est Miki Watanabe (渡辺 ミキ, Watanabe Miki), qui la dirige depuis sa création en 2000.